# Belton (Missouri)
Belton è un comune degli Stati Uniti d'America, situato in Missouri, nella contea di Cass.